# Sagina stridii
Sagina stridii är en nejlikväxtart som beskrevs av Kit Tan, Zarkos och V.Christodoulou. Sagina stridii ingår i släktet smalnarvar, och familjen nejlikväxter. Inga underarter finns listade i Catalogue of Life.